# روجيه كورتوا
روجيه كورتوا (بالفرنسية: Roger Courtois)‏ (30 مايو 1912 - 5 مايو 1972) لاعب كرة قدم فرنسي راحل كان يجيد اللعب في خط الوسط.
لعب طوال مسيرته الرياضية في أندية أورانيا جينيف (؟؟؟؟-1933) سوشو (1933-1940) لوزان (1940-1945) سوشو (1945-1952) تروا (1952-1957).
مثل منتخب فرنسا في 22 مباراة مسجلا 10 أهداف (1933-1947). شارك مع منتخب فرنسا في بطولة كأس العالم 1934 في إيطاليا حيث خرج من الدور الثمن النهائي وبطولة كأس العالم 1938 في فرنسا حيث خرج من الدور الربع النهائي.

## وصلات خارجية
- روجيه كورتوا على موقع الاتحاد الدولي (مؤرشف)  (الإنجليزية)
- روجيه كورتوا على موقع قاعدة بيانات كرة القدم.إي يو (الإنجليزية)
- روجيه كورتوا على موقع ناشيونال فوتبول تيمز (الإنجليزية)
- هذا سيرة ذاتية